# Striagrotis
Striagrotis là một chi bướm đêm thuộc họ Noctuidae.